# Химероподібні
Химероподібні (Chimaeriformes) — ряд морських хрящових риб, підкласу суцільноголові. Тіло видовжене. Зябрових щілин 5, з них 4 вкриті згортками шкіри. Зуби у вигляді жуйних пластинок. Хорда вкрита численними вапняковими кільцями. Більшість представників мешкає на глибині понад 500 метрів. Живляться молюсками, рибою, поліхетами, ракоподібними. Містить 3 сучасних родини: звичайні химери (Chimaeridae), довгорилі химери (Rhynochimaeridae) та гачкорилі химери (Callorhynchidae). Промислового значення химери не мають. Викопні химери відомі починаючи з пізнього девону.

## Поширення
Поширені в Атлантичному, Індійському і Тихому океанах та океанічних водах Південної півкулі. У західній частині Баренцового моря, зрідка трапляється химера європейська (Chimaera monstra).

## Розмноження
Химери роздільностатеві. Як і в інших хрящових риб, розмноження проходить у формі копуляції. Для всіх видів характерно яйцекладіння. Оскільки більшість видів живе на великих глибинах, дані про репродуктивної біології цієї групи дуже обмежені.

## Класифікація
- †Squalorajoidei Patterson, 1965
  - †Squaloraja
- †Myriacanthoidei Patterson, 1965
- †Protochimaeroidei Lebedev & Popov, 2021
  - †Protochimaera
- Chimaeroidei Patterson, 1965
  - Хоботнорилі химери (Callorhinchidae)
  - Довгорилі химери (Rhinochimaeridae)
  - Химерові (Chimaeridae)